# Медицински дуг
Медицински дуг је врста новчаних дуговања појединца насталих кумулацијом трошкова за здравствене заштиту и са њом повезаним трошковима. Ова врста дуга данас је широко распрострањен проблем у земљама са неадекватно решеном здравственом заштитом, који може створити пустош у финансијском животу великог броја људи, ако се особе са енормним дугом за здравствене услуге озбиљно не позабаве овим проблемом. 
Медицински дуг се разликује од других облика дуговања, јер се обично јавља случајно и/или неизбежно, када су здравље и живот у питању. Људи не планирају када ће да се разболе или повреде, а лекови за здравствену заштиту су често неизбежни; па се медицински дуг често третира са више „симпатија” од других врста дуговања, па многи пацијенти не покушајући да га третирају и претворе у дуг сличан оном код кредитне картице, што је погрешно.
Медицински дуг је у неким земљама, посебно у Сједињеним Државама, где је присутан као најизраженији проблем дуговања у свету, због високих трошкова лечења и неадекватног здравственог осигурања, водећи је узрок личног банкротства појединаца и/или читаве породице. О медицински дугу се често много мање брине и говори на другојачији начин, од дуга по кредитним картицама, хипотекарногм дугу, студентским кредитима, јер се многу људи често плаше медицинског дуга и несвесно избегавају суочавање са њим, што још више погоршава финансијску ситуацију појединца или читаве породице.

## Опште информације
Медицински дуг је посебно значајан феномен у Сједињеним Државама, који је према студији из 2009. године, проглашен за водећи узрок личног банкрота.
Истраживање из 2007. године спроведено у САД показало је да је око 70 милиона Американаца имало потешкоћа са плаћањем медицинског третмана или да су имали медицинске дугове. Истраживања су показала да већин пацијената у САД ствара медицински дуг тако што су без здравственог осигурања били приморани да за покривање трошкова лекова, третмане или неопходне медицинске процедуре били приморани да на одређени временски период акумулирају велике медицинске дугове. 
У 2007. години, отприлике половина оних који су се суочавали са здравственим дугом имали су дуг до 2.000 долара у рачунима, док је 21% имало дуг до 3.999 долара. Дванаест процената је имало медицински дуг више од 4.000 долара, 12% имало је дуг већи од 8.000 долара.
Иако је студија из 2009. спроведена у САД показала да око 50 милиона Американаца није имало здравствено осигурање, ипак међу дужницима за здравствене услуге доминира око 60% оних са здравственим осигурањем. На то је утицала чињеница да планови здравственог осигурања ретко покривају све трошкове који се односе на пружене здравствене услуге; тако да су осигурана лица, у раскораку између осигурања и доступности свеобухватне здравствене заштите, што их приморава да начине медицински дуг.
Као и код било које врсте дуга, медицински дуг може довести, осим одбијања да се тражи даље лечење, и до низа личних и финансијских проблема - укључујући и лишавање хране и загревања, одеће и обуће, итд. То је потврдила студија која је открила да је око 63% одраслих особа са медицинским дуговима одбило даље лечење, у поређењу са само 19% одраслих који су одбили лечење а нису имали никакав дуг.
Према истраживању које је 2012. године спровела организација Демос, међу задуженим домаћинствима, 62% је навело здравствене трошкове, без оних за трошкове здравственог фонда, као значајни део њиховог дуговања.

## Учешће медицинског дуга у стечају
Медицински дуг се сматра неприоритетним неосигураним дугом у стечају. Другим риечима, медицински дугови се исплаћују тек када се ангажују средства примиене на дуг поверилаца који имају приоритетни дуг. То значи да се медицински дугови често исплаћују у циелости на крају стечајног поступка., под условом да стечајна имовина има довољно средстава. Тако се може десити да се део медицинског дуга отплати путем стечаја, а остат преосталог медицинског дуга укључен у стечајни случај бива отписан (ненаплатив).